# قناة دهوك
قناة دهوك هي قناة تلفزيونية كردية انطلقت في 3 يوليو 1992، وهي جزء من تلفزيون شعب كردستان. وأيضًا معروفة باسم دهوک تیفي فقط. هي إعلامية في كردستان العراق. تنشر باللغة الكردية محطة تلفزيونية. تمول الشبكة وتدعمها شركة 'الحزب الديمقراطي الكردستاني' والتي مقرها دهوك، كردستان العراق. وتهدف إلى نقل الأخبار و برنامج والمعلومات عن كردستان والشرق الأوسط.